# 真言宗法度
真言宗法度（しんごんしゅうはっと）とは、徳川家康（江戸幕府）によって慶長6年（1601年）から元和元年（1615年）にかけて真言宗及びこれに属する諸寺院に対して出された一連の法令のこと。元和元年7月24日（1615年9月16日）にそれらが集成されて真言宗諸法度（しんごんしゅうしょはっと）として改めて出され、寺社法度を構成する1法令とされた。

## 概要
大きく分けて、金剛峯寺・東寺・醍醐寺・石山寺などの主要寺院に対して個別に出された法度と真言宗古義・新義真言宗の真言宗系の各宗派に出された法度があった。元和元年の真言宗諸法度はこれらを整理して10ヶ条にまとめたものである。真言宗諸法度は、
- 真言宗の僧侶は教学と修行の両方に熟達すべきこと
- 戒律の強化
- 本寺の権限強化
- 法席の師は20年以上の学問と3年以上の住山実績を要すること
- 法論の席で自己の師を批判してはならない
- 紫衣の着用には勅許を必要とすること

などが、定められ、僧兵などの活動を禁じて、修行に専念させることを目的とした。